# 1388 Aphrodite
1388 Aphrodite là một tiểu hành tinh vành đai chính. Nó được phát hiện bởi Eugène Joseph Delporte ngày 24 tháng 9 năm 1935. Tên ban đầu của nó là 1935 SS. Nó được đặt theo tên Aphrodite Greek goddess thuộc love, beauty, và sexuality.
MAP ALERTS
1388 Aprodite has been observed to be fainter then predicted.
http://www.lpl.arizona.edu/~rhill/alpo/minplan/alert2004.html